# ستيفن جيمس كينغ
ستيفن جيمس كينغ (بالإنجليزية: Stephen James King)‏ هو ممثل أسترالي، ولد في 13 أغسطس 1983.

## وصلات خارجية
- ستيفن جيمس كينغ على موقع IMDb (الإنجليزية)
- ستيفن جيمس كينغ على موقع قاعدة بيانات الفيلم (الإنجليزية)